# Orbigny-au-Val
Orbigny-au-Val is een gemeente in het Franse departement Haute-Marne (regio Grand Est) en telt 96 inwoners (2009). De plaats maakt deel uit van het arrondissement Langres.

## Geografie
De oppervlakte van Orbigny-au-Val bedraagt 7,8 km², de bevolkingsdichtheid is dus 12,3 inwoners per km².
De onderstaande kaart toont de ligging van Orbigny-au-Val met de belangrijkste infrastructuur en aangrenzende gemeenten.

## Demografie
Onderstaande figuur toont het verloop van het inwonertal (bron: INSEE-tellingen).